# دنیای قهرمانان
دنیای قهرمانان فیلمی به کارگردانی  و نویسندگی اسماعیل پورسعید محصول سال ۱۳۴۶ است.

## بازیگران
- عبداله بوتیمار
- فریبا خاتمی
- مینا
- داریوش اسدزاده
- غلامحسین بهمنیار
- احمد قدکچیان
- حمیده خیرآبادی
- محسن آراسته